# 基洛夫斯克區 (白俄羅斯)
基洛夫斯克區，是白俄羅斯的一個區，位於該國東部，屬於莫吉廖夫州的一部分，面積1,295.2平方公里，2009年人口22,352，人口密度每平方公里17.25人。